# Lange Nacht der Mathematik
Die Lange Nacht der Mathematik (auch Mathenacht) ist ein bundesweiter Mathematikwettbewerb in Deutschland, der sich an Schüler der Jahrgangsstufen 5 bis 13 richtet. Er findet seit 1999 jährlich am Freitag 18 Uhr bis Samstag 8 Uhr vor Totensonntag statt. Der Wettbewerb wird durch ein Team von ehrenamtlichen Helfern rund um den Gründer Jochen Carow organisiert.
Im Jahr 2021 haben 12.812 Schüler von 319 Schulen in Deutschland teilgenommen.
Im Gegensatz zu vielen anderen Mathematikwettbewerben richtet sich die Lange Nacht der Mathematik an ein breites Publikum, die teilnehmenden Schulen treten oft mit größeren Teams an.
Der Wettbewerb besteht aus drei Runden mit je zehn Aufgaben und ist nach fünf Altersgruppen gegliedert.
Die Aufgaben sind so gestaltet, dass sie sich mit elementaren Methoden der Schulmathematik der jeweiligen Altersgruppe lösen lassen, aber deutlich herausfordernder als übliche Aufgaben der Schulmathematik sind.

## Geschichte
Die Neumünster Lehrer Zacharias aus der Klaus-Groth-Schule und Jochen Carow aus der Immanuel-Kant-Schule legten Mitte der 90er Jahre ihre Mathe-AG zusammen (ca. 10 Schüler), um sich gemeinsam auf verschiedene Wettbewerbe (z. B. Mathematik-Olympiade) vorzubereiten. Aus der Teilnahme an einem Internetwettbewerb 1999 entstand die erste Lange Nacht der Mathematik am 12.–13. November 1999, bei der die drei Neumünster Schulen gegeneinander antraten. Die Aufgaben wurden von den Schülern der AG entwickelt und gestellt. Die 2. Lange Nacht der Mathematik fand am 1./2. Dezember 2000 statt, und Schulen unter anderem aus Rendsburg und Kiel nahmen Teil mit einer Teilnehmerzahl von fast 200. In den nächsten Jahren folgten weitere Schulen und insbesondere Partnerschulen aus dem Ausland nahmen teil. Dadurch gab es zeitweise die Aufgaben zweisprachig (Deutsch und Englisch). Dies ist heute nicht mehr der Fall, nur einzelne Fragen werden auf Englisch gestellt. Mittlerweile nehmen Schulen aus allen Bundesländern und insbesondere auch aus der Schweiz und Österreich teil. Jedes Jahr gibt es eine ganze Reihe von Deutschen Schulen im Ausland die teilnehmen.
Durch die große Nachfrage können nicht mehr alle Gruppen Lösungswege einsenden, die dann per Hand zu korrigieren sind. Daher wurde der Wettbewerb in 2 Runden aufgeteilt. In der 1. Runde gab es 20 Aufgaben die gelöst werden mussten. Die Eingabe der Lösungswerte läuft über eine Eingabemaske auf der Internetseite der Langen Nacht der Mathematik. Nach einer Eingabe bekamen die Gruppen eine Rückmeldung, wie viele der eingegebenen Lösungen richtig waren, aber nicht welche. Die Gruppe selbst wurde dann für 20 Minuten gesperrt um ein Raten zu verhindern. In der 2. Runde gab es 10 Aufgaben, die mit Lösungsweg per Mail, Fax oder persönlich den Veranstalter zuzukommen sind. Die Einsendungen wurden bewertet und die Punkte anschließend veröffentlicht.
Die Sperrzeit in der 1. Runde führte dazu, dass einige Schulen etliche Testgruppen angelegt haben um die Sperrzeit zu umgehen. Nach weiteren technischen Problemen wurde 2011 die gesamte Website neu programmiert und ein System aus 3 Runden eingeführt. Aus der 2. Runde wurde die 3. Runde, wobei seit 2020 die Einsendungen direkt auf der Internetseite hochzuladen sind. Die 1. Runde wurde in 2 Runden mit je 10 Aufgaben geteilt. In den ersten beiden Runden erfolgt die Abgabe der Lösungswerte wieder über eine Eingabemaske, doch jetzt erfolgt eine Rückmeldung, ob ein Lösungswert richtig oder falsch ist. Die Sperrzeit betrifft nicht mehr die einzelne Gruppe, sondern die ganze Schule, die 10 Minuten lang in dem entsprechenden Jahrgang keine Lösungen einsenden kann.